# Heinola
Heinola je jihofinské město v provincii Päijät-Häme. Leží asi 130 km severovýchodně od Helsinek. Rozkládá se na 839,34 km² a má přibližně 20 000 obyvatel. Je jednojazyčné, mateřským jazykem 97,9 % obyvatel je finština.

## Historie
Heinola byla založena roku 1776 a městem se stala v roce 1839. Až do krajské reformy v roce 1997 byla součástí Mikkelského kraje. Poté připadla do kraje Jižní Finsko. Na začátku roku 1997 se sloučila s obcí Heinolan maalaiskunta (Heinola-venkov). Kraj Jižní Finsko byl v roce 2010 zrušen a Heinola je dnes součástí provincie Päijät-Häme.

## Partnerská města
- Piešťany, Slovensko
- Baranavičy, Bělorusko
- Karlshamn, Švédsko
- Peine, Německo